# Moualine El Oued
Moualine El Oued  (in arabo موالين الواد‎?) è un centro abitato e comune rurale del Marocco situato nella provincia di Benslimane, regione di Casablanca-Settat. Conta una popolazione di 9 129 abitanti (censimento 2014).